# RS-135
La RS-135 est une route locale du Nord-Ouest de l'État du Rio Grande do Sul qui relie la RS-324, sur le territoire de la municipalité de Passo Fundo, à la RS-211,sur la commune d'Erechim. Elle dessert Passo Fundo, Coxilha, Sertão, Estação, Getúlio Vargas, Erebango et Erechim, et est longue de 79,890 km.